# Christina von Ungern-Sternberg
Christina von Ungern-Sternberg (* 18. Mai 1979 in Mainz als Christina Prüver) ist eine deutsche Fernsehmoderatorin und -journalistin.

## Werdegang
Christina von Ungern-Sternberg studierte von 1998 bis 2004 an den Universitäten Leipzig, Padua und München die Fächer Neuere Deutsche Literaturwissenschaft, Politikwissenschaft und Medienrecht. Nach ihrem Studium volontierte sie im bayerischen Landesstudio von Sat.1 und N24 in München und arbeitete dort anschließend bis zum Jahr 2007 als Redakteurin, Schaltreporterin und später als stellvertretende Leiterin des Ressorts Politik. Parallel dazu promovierte sie 2007 in Literaturwissenschaften bei Erhard Schütz an der Humboldt-Universität zu Berlin mit einer Arbeit über den 1973 verstorbenen Kritiker und Essayisten Willy Haas.
Nach ihrem Wechsel ins N24-Studio Berlin übernahm sie dort u. a. die Moderation des N24 Frühreport neben Thomas Spahn. Seit 2010 präsentiert Christina von Ungern-Sternberg unter anderem die tagesaktuellen Livestrecken des Fernsehsenders Phoenix. Des Weiteren war sie von April bis Dezember 2012 neben Ralph Szepanski Hauptmoderatorin des ZDFwochen-journals. Von Juli 2013 bis April 2014 moderierte sie regelmäßig die Nachrichtensendung heute nacht. Von Juli 2015 bis März 2018 moderierte sie im Wechsel mit Norbert Lehmann das ZDF-Mittagsmagazin. Daneben moderiert sie weitere heute-Sendungen und seit 2021 vertretungsweise das heute journal up:date. Seit 2022 moderiert sie außerdem ZDF Royal.

## Privates
Christina von Ungern-Sternberg ist mit dem Journalisten Christoph von Ungern-Sternberg verheiratet. Sie lernten sich kennen, weil beide beim selben Professor über das Leben von Willy Haas promovierten.

## Publikationen
- Willy Haas und das Feuilleton der Tageszeitung „Die Welt“. Königshausen & Neumann, Würzburg 2007, ISBN 978-3-8260-3680-4 (Zugl.: Berlin, Humboldt-Univ., Diss., 2007).